# I.G. Farben-Gebäude
Das I.G.-Farben-Haus oder der Poelzig-Bau (auch IG Farben-Haus oder Poelzig-Ensemble, früher auch IG-Farben-Gebäude, IG-Farben-Komplex, IG-Hochhaus, Farben Building, von 1975 bis 1996 offiziell General Creighton W. Abrams Building) in Frankfurt am Main wurde von Hans Poelzig entworfen und als Zentralverwaltung für die I.G. Farben von 1928 bis 1931 errichtet. Nach Kriegsende zog die amerikanische Militärverwaltung dort ein. Seit 2001 beherbergt das Gebäude einen Teil der Goethe-Universität.

## Das Gebäude
Die 1925/26 in Frankfurt am Main gegründete I. G. Farbenindustrie AG benötigte für ihre Zentralverwaltung ein repräsentatives Bürogebäude. Der Raumbedarf des damals viertgrößten Unternehmens der Welt war enorm, und so entstand auf einem Teil des Grüneburggeländes eines der größten Bürogebäude der damaligen Zeit, das noch bis in die 1950er Jahre als hochmodern galt.
Die Bauherren wollten keinen Bauhausstil, sondern ein „eisernes und steinernes Sinnbild deutscher kaufmännischer und wissenschaftlicher Arbeitskraft“. Hans Poelzig entwarf das Gebäude zwar in entschieden modernen Formen, jedoch in einem für ihn als typisch anzusehenden Materialstil. Von Fachleuten wird das Gebäude der Neuen Sachlichkeit zugerechnet, wobei einige Poelzigs Eigenständigkeit betonen.

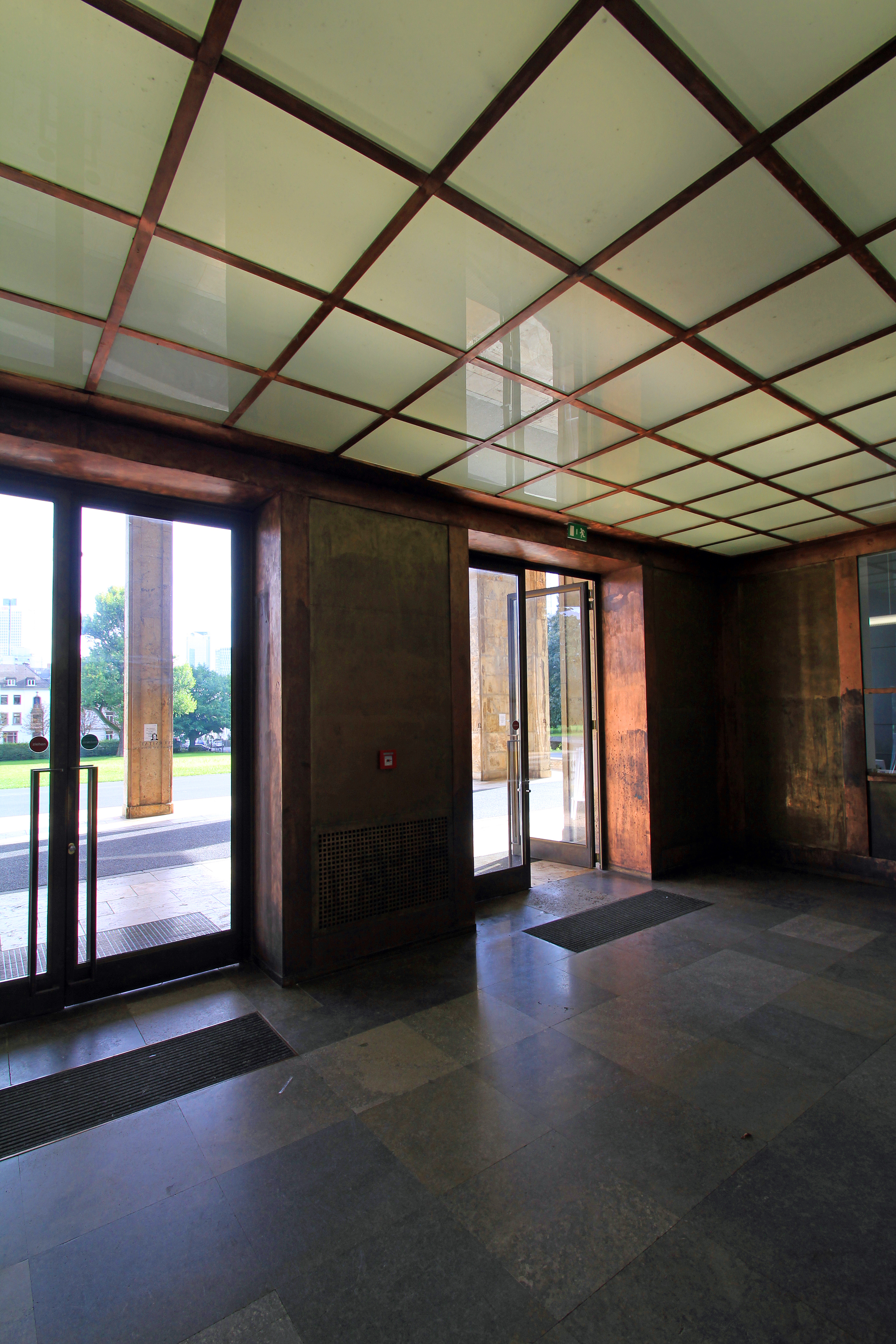
Windfang mit Pförtnerloge (am rechten Bildrand). Die Wände sind mit Kupfer verkleidet.

Die Formensprache des großzügig schwingenden Baukörpers verband damals Moderne und Tradition. Die Verkleidung mit Steinplatten aus Cannstatter Travertin verstärkt die warme und zugleich monumentale Ausstrahlung. Der Innenausbau und die Gestaltung des hochwertigen Interieurs erfolgte nach Plänen von Poelzigs Partnerin Marlene Moeschke-Poelzig.
Der 14 Hektar große Park entstand 1929/30 nach Plänen von Hans Poelzig, der mit dem Frankfurter Gartenbaudirektor Max Bromme, Karl Foerster und Künstlern des Bornimer Kreises zusammenarbeitete. Zu den Mitarbeitern von Foerster zählten die noch jungen Herta Hammerbacher und Hermann Mattern.
Das Gebäude ist 250 Meter lang, 35 Meter hoch und hat neun Geschosse, wobei die Geschosshöhe vom Parterre nach oben hin abnimmt (von 4,6 auf 4,2 Meter). Dadurch sieht das Gebäude für den Betrachter höher aus. Das Bauvolumen von insgesamt 280.000 m³ wurde aus 4600 Tonnen Stahl errichtet, die Stahlskelettkonstruktion wurde mit Ziegeln ausgefacht und die Böden wurden aus Hohlsteinen aufgebaut. Die Fassade wurde mit 33.000 m² Cannstatter Travertin verkleidet, die Fenster in durchlaufenden, nur von den betonten Ecken unterbrochenen Bändern angeordnet. Das Dachgeschoss ist fensterlos, hat mit Ausnahme der Querbauten eine sehr geringe Raumhöhe und bildet einen deutlichen Gebäudeabschluss.
Das I.G.-Farben-Haus besteht aus einem von sechs radial stehenden Querflügeln durchbrochenen 10,9 Meter breiten Kreissegment. Durch das gesamte Gebäude zieht sich ein zentraler Flur, der die Querflügel miteinander verbindet. Durch die leichte Biegung des Gebäudes wird dem Flur die ursprünglich nicht durch Türen unterbrochene enorme Länge optisch genommen. Aufgrund ihrer Anordnung in den Flügeln wie im Haupttrakt erhalten alle Büroräume ausreichende natürliche Beleuchtung und Belüftung. Das Gebäude wirkt von vorn beeindruckend wuchtig, allerdings wird diese Wirkung durch die konvexe Form abgemildert. Im Inneren zeigt das Gebäude eine lichte Leichtigkeit. Diese Bauweise bietet bei großen Komplexen eine Alternative zur Blockbebauung mit Innenhöfen. Der Prototyp dieser Form ist das General Motors Building (heute: Cadillac Place) in Detroit (1917 bis 1921) von Albert Kahn.
Der (abgesehen von einigen Notausgängen) einzige Eingang befand sich bis zur Modernisierung vor dem Einzug der Universität in der Mittelachse des Gebäudes, ihm ist ein tempelartiger Pfeilerportikus vorgelagert, der die Eingangssituation würdevoll überhöht – ein relativ gebräuchliches Motiv bei Verwaltungsbauten dieser Zeit. Der Eingangsbereich ist einigermaßen prunkvoll gestaltet: Die Eingangs- und Fahrstuhltüren sind aus Bronze, Decke und Wände des Windfangs sind mit Bronzeplatten und Kupferfriesen verkleidet. Die dahinterliegende Eingangshalle mit den zwei geschwungenen Treppenaufgängen hat eine Decke mit Blattaluminiumauflage und Marmorwände mit Rautenmuster. Gleichfalls in der Mittelachse auf der Rückseite des Gebäudes befindet sich ein angesetzter vollständig verglaster Rundpavillon, der den Blick auf das ebenfalls auf dieser Achse liegende Casino in etwa hundert Meter Entfernung freigibt. Während der Nutzung durch die Amerikaner befand sich in der Rotunde erst eine kleine Snackbar, später ein Konferenzraum. Heute ist in dem nach Dwight D. Eisenhower benannten Raum wieder ein Café untergebracht.
Zwischen Hauptgebäude und Casino und daher von der Straße aus nicht sichtbar befindet sich eine Parkanlage mit Terrassen und stufig angeordneten Wasserbecken mit der von Fritz Klimsch geschaffenen Nymphenskulptur Am Wasser. Das Casino steht in der Achse des Hauptgebäudes auf einer Anhöhe. In dem zweigeschossigen Gebäude mit einer vorgelagerten Terrasse sind heute Mensa und Hörsäle untergebracht.
Die anderen auf dem Gelände untergebrachten Nebengebäude (Laboratorium, Garagen, Heizwerk) haben keinen räumlichen Bezug zum Hauptbau, sie liegen verstreut am Rand des Parks.
Bekannt – und bei den Studenten beliebt – sind die Paternosteraufzüge des Hauptgebäudes, die sieben der neun Stockwerke miteinander verbinden. Auch nach der Restaurierung behielt die Universität sie aus Denkmalschutzgründen bei. Nach einem Unfall, ausgelöst durch unsachgemäße Bedienung, waren die Paternosteraufzüge zeitweise nur mit einem Berechtigungsschein benutzbar, der nur für Studenten und Angestellte der Universität zu erhalten war, 2011 von der Satiresendung extra 3 Paternoster-Führerschein genannt. 2019 war eine Benutzung wieder ohne den Schein möglich.

## Geschichte

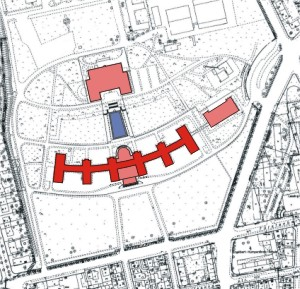
Plan des Poelzig-Baus

Das Gebäude entstand auf dem Grüneburggelände im Affensteiner Feld, einem Areal im Nordteil des heutigen Stadtteils Westend, das seit 1837 der Familie Rothschild gehörte und seit 1864 die Städtische Irrenanstalt (auch bekannt als Irrenschloss) beherbergte. Auf dem größeren westlichen Teilgelände wurde ab 1880 der Grüneburgpark angelegt. Die I. G. Farbenindustrie AG, zwei Jahre zuvor gegründet, erwarb 1927 das Grundstück, um darauf ihre Konzernzentrale zu errichten.
Im August 1928 gewann Hans Poelzig den auf fünf Planer, darunter der Frankfurter Stadtbaudezernent Ernst May (gemeinsam mit Martin Elsaesser) sowie Fritz Höger und Jacob Koerfer, beschränkten Architektenwettbewerb.
Die Gründungsarbeiten für das Fundament erfolgten Ende 1928; im Sommer 1929 begann die Errichtung des Bauwerks in der damals fortschrittlichen Stahlskelettbauweise. Der 250 Meter lange Baukörper wurde 1930 fertiggestellt. 1931 folgten das Casino, das Laborgebäude und die terrassierte Außenanlage mit Wasserbassin.
Dem ursprünglichen Nutzungszweck diente das I. G.-Farben-Haus nur 15 Jahre. Bei den Luftangriffen auf Frankfurt im Zweiten Weltkrieg blieb es durch einen glücklichen Zufall unversehrt: Am 27. August 2017 wurde auf einer Baustelle etwa 300 Meter nördlich des Gebäudes ein Blindgänger einer englischen Luftmine entdeckt. Seine Entschärfung am 3. September 2017 machte die größte Evakuierung in der Geschichte der Bundesrepublik Deutschland erforderlich.
Am 29. März 1945 besetzten alliierte Truppen das Gelände. Das Gebäude war bis Juli 1945 unter General Dwight D. Eisenhower Hauptquartier der alliierten Expeditionstruppen (SHAEF) und im Anschluss daran US-Hauptquartier (USFET) für Europa. Das ehemalige Büro Eisenhowers, das erhalten ist und heute noch zu feierlichen Anlässen genutzt wird, war Schauplatz wichtiger historischer Ereignisse. Hier unterzeichnete Dwight D. Eisenhower 1945 die „Proklamation Nr. 2“ der US-Militärregierung, mit der die preußische Provinz Hessen-Nassau mit dem rechtsrheinischen Hauptteil des früheren Volksstaates Hessen unter dem provisorischen Namen Groß-Hessen vereinigt wurden. Am 1. Juli 1948 erhielten hier die elf westdeutschen Ministerpräsidenten im Beisein der drei alliierten Militärgouverneure mit den Frankfurter Dokumenten den Auftrag, das Grundgesetz zu erarbeiten. Kurz vorher, am 20. Juni 1948, war hier die neue (west-)deutsche Währung, die Deutsche Mark, verkündet worden. Im Gebäude hatte auch die Verwaltung des Wirtschaftsrats der Bizone ihren Sitz.
Ab dem Jahr 1952 diente das Gebäude als Europazentrale der US-Streitkräfte (United States European Command) und Hauptquartier des V. US-Korps. Daneben befand sich im I.G.-Farben-Haus auch das Hauptquartier der CIA in Deutschland. Die technische Zentrale der CIA wurde getarnt als „Department of the Army Detachment“ (DAD), etwa „Abteilung des Armee-Sonderkommandos“. Die Amerikaner nannten es zunächst Farben-Building und 1975 wurde es nach dem vorletzten Oberbefehlshaber im Vietnamkrieg offiziell umbenannt in General Creighton W. Abrams Building.

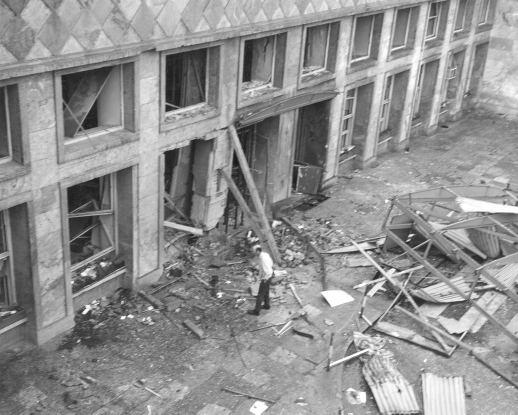
Bombenanschlag der RAF auf den Terrace Club (Offizierkasino) des V. US-Korps im Mai 1972

Am 11. Mai 1972 wurde der Eingangsbereich des Offizierscasinos Schauplatz eines Bombenanschlags der Terrororganisation RAF, bei dem der amerikanische Oberstleutnant Paul A. Bloomquist getötet und weitere dreizehn Personen verletzt wurden. Das Gebäude, dessen Park bis zu diesem Zeitpunkt öffentlich zugänglich war, wurde daraufhin zum militärischen Sperrgebiet. Das galt auch für den hinter dem I.G.-Farben-Haus entstandenen militärischen Wohn- und Arbeitsbereich. 1976 und 1982 wurden weitere Anschläge verübt.
Nach der deutschen Wiedervereinigung kündigte die US-Regierung einen umfassenden Truppenabzug für 1995 an. Ein Hauptquartier des gegebenen Ausmaßes wurde nicht mehr benötigt; der gesamte Komplex fiel an den deutschen Staat. Die Verwendung war zunächst unklar; Vorschläge des BDA und des Städtebaubeirates, das Gebäude als Sitz der künftigen Europäischen Zentralbank oder des Polizeipräsidiums Frankfurt am Main zu nutzen, stießen auf Ablehnung. Schließlich setzte sich ein anfangs als „Schnapsidee“ abqualifizierter Vorschlag des Frankfurter Universitätspräsidenten Werner Meißner durch: 1996 erwarb das Land Hessen das Areal mit der Absicht, die Geisteswissenschaften auf einem neuen Campus der Johann Wolfgang Goethe-Universität anzusiedeln. In der Zeit von 1998 bis 2001 erfolgte der Umbau und die Sanierung aller Bestandsgebäude des Poelzig-Ensembles für die neue Nutzung. Die Generalplanung dieser Maßnahmen erfolgte durch die Arbeitsgemeinschaft Dissing+Weitling, Kopenhagen und Planungsring Ressel, Wiesbaden. Zum Sommersemester 2001 wurde das Gebäude der Universität zur Nutzung übergeben. Nach ersten Unzulänglichkeiten haben sich die Fachbereiche Evangelische Theologie, Katholische Theologie, Philosophie und Geschichte, Kulturwissenschaften und Neuere Philologien sowie das Fritz-Bauer-Institut gut eingerichtet. Im Jahr 2001 erfolgten zudem Umbau und Sanierung des Parks nach Entwürfen der Landschaftsarchitekten Prof. Sven-Ingvar Andersson und des Büros Klahn + Singer + Partner.
Im Gebäude wurde durch Vizepräsidentin Brita Rang eine Dauerausstellung installiert, vor dem Gebäude entstand eine Gedenktafel für die Zwangsarbeiter der I. G.-Farben. Der Platz südlich des Gebäudes wurde nach dem ehemaligen Zwangsarbeiter Norbert Wollheim benannt; dort erinnert das Wollheim-Memorial an die Schicksale der Zwangsarbeiter des I. G.-Farben-Konzerns.

## Entwicklung zum Campus
Durch die Umnutzung des I.G.-Farben-Hauses und Neubauten auf dem Gelände nördlich dahinter entstand der Campus Westend der Johann Wolfgang Goethe-Universität Frankfurt am Main. Im Herbst 2008 wurden in einem ersten Bauabschnitt das House of Finance, das Gebäude für die Rechts- und Wirtschaftswissenschaften, ein Hörsaalzentrum und ein Casino-Anbau eröffnet. 

## Film
- Schaltstelle der Macht. Das IG-Farben-Haus in Frankfurt. Dokumentation, BR Deutschland, 1985, 43:33 Min., Buch und Regie: Jürgen Corleis und Frank Klaas, Produktion: hr, Erstsendung: 12. November 1986 in der ARD, Filmdaten.